# Guo Pu
Guo Pu (ur. 276, zm. 324) – chiński pisarz i poeta z czasów dynastii Jin.
Pochodził z niskiej rodziny urzędniczej mieszkającej w Wenxi w prowincji Shanxi. Zajmował się pisaniem komentarzy do starożytnych tekstów takich jak Erya i Shanhaijing. Napisał także traktat Zangshu (葬書), poświęcony wyborowi miejsca pochówku zmarłych, który jest jednym z najważniejszych podręczników feng shui. Po śmierci stał się bohaterem licznych legend, opisujących go jako wróżbitę i magika.